# Theobald I. (Champagne)
Theobald III. von Blois (französisch Thibaut; * um 1010; † 29./30. September 1089) war ein Graf von Blois, Chartres, Châteaudun, Tours und Sancerre sowie seit 1063 als Theobald I. Graf von Meaux und Troyes (Champagne). Er war der älteste Sohn von Graf Odo II. von Blois (Odo I. von Meaux-Troyes) etc. und der Ermengarde von Auvergne.

## Leben
Theobald ist erstmals 1026 im Heer seines Vaters bezeugt, das vergeblich versuchte, die vom Grafen von Anjou besetzte Burg von Saumur zurückzuerobern. 1037 kämpfte er in der Schlacht bei Bar-le-Duc in der sein Vater fiel. Von diesem erbte Theobald die Stammbesitzungen seiner Familie um Blois, Chartres, Châteaudun und Tours, während sein jüngerer Bruder Stephan die von ihrem Vater neu gewonnenen Territorien um Meaux und Troyes erbte, die den Kern der Region Champagne bildeten.
Beide Brüder standen zu Beginn ihrer Regentschaft, wie schon ihr Vater, in Konflikt mit König Heinrich I., dem sie den Lehnseid verweigerten. Der König konnte dabei auf starke Verbündete wie Graf Fulko Nerra von Anjou zurückgreifen, der Theobalds Burgen in der Touraine überfiel. Ebenso erbten die Brüder von ihrem Vater die Feindschaft zum Kaiser des heiligen römischen Reichs; dessen Herzog Gotzelo I. von Lothringen fiel in die Champagne ein, wo er die Grenzburg Donchery (Département Ardennes) einnahm, die König Heinrich konfiszieren ließ und als Lehen an den Lothringer vergab.

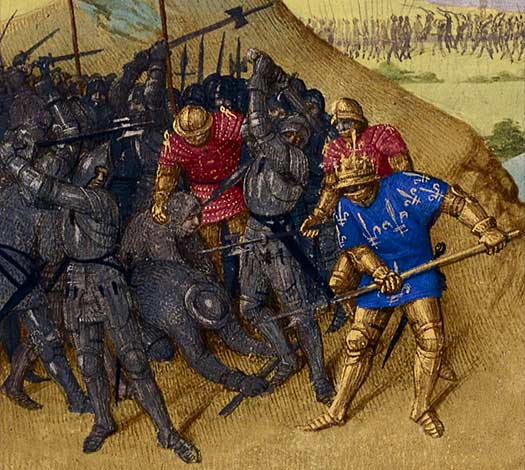
König Heinrich I. von Frankreich im Jahr 1044 im Kampf gegen die Truppen des Grafen Theobald I. von Champagne. (Miniatur des Jean Fouquet, Grandes Chroniques de France, 15. Jahrhundert)

Nach dem Tod Fulkos von Anjou 1040 bewegten die Brüder im Jahr 1041 den Prinzen Odo dazu, gegen seinen königlichen Bruder zu revoltieren. Der König wurde aber schnell Herr der Rebellion und erklärte daraufhin Theobald der Grafschaft Tours für verlustig, die er dem mit ihm verbündeten Gottfried Martel, dem Sohn Fulkos, übertrug. Bei dem Versuch, das von Gottfried belagerte Tours zu entsetzen, erlitten Theobald und sein Bruder 1044 in der Schlacht bei Nouy eine schwere Niederlage gegen Gottfried. Theobald selbst fiel in dessen Gefangenschaft, die er auf der Burg von Loches verbrachte. Als Preis seiner Freiheit musste er Tours und alle Burgen der Touraine an Gottfried übergeben, der im Gegenzug aber bereit war, Theobald für das betreffende Gebiet als Lehnsherr anzuerkennen.
Diesem schwerwiegenden Verlust folgte in den nächsten Jahren eine Annäherung Theobalds an den König, da dieser von der Machterweiterung seines ehemaligen Verbündeten Gottfried beunruhigt war. Im Jahr 1048 ließ Gottfried den Bischof von Le Mans gefangen nehmen, nachdem dieser die Ehe des Grafen Hugo IV. von Maine mit der Schwester Theobalds vermittelt hatte. Dieses Ausgreifen Gottfrieds auf Maine folgte zuvor 1043 die Heirat dessen Stieftochter Agnes von Poitou mit König Heinrich III. Diese Ehe sollte vor allem die Herrschaft des späteren Kaisers im Königreich Burgund stärken und ihm eine Rückendeckung gegen Theobald und seinen Bruder bieten, deren Vater noch Ansprüche auf dieses Königreich angemeldet hatte. Gegen Gottfried trat Theobald an Ostern 1048 in Senlis einer Allianz zwischen König Heinrich I., Herzog Wilhelm II. von der Normandie und anderen großen Baronen Frankreichs bei. Um dieselbe Zeit starb Theobalds Bruder, der den unmündigen Erben Odo zurückließ. Theobald führte für diesen die Vormundschaft in der Champagne, wo er zur bestimmenden Autorität avancierte und seinen Neffen bis spätestens 1063 verdrängen konnte. Somit vereinte er wieder das vollständige Erbe seines Vaters in seiner Hand.
Der Kampf gegen Gottfried fand 1052 jedoch ein Ende, nachdem dieser sich wieder mit dem König versöhnt hatte. Theobald nahm diese Veränderung der Lage zunächst hin und beteiligte sich im Frühjahr 1054 an der Invasion des Königs in der Normandie gegen Herzog Wilhelm, die aber bei Mortemer mit einer Niederlage endete. Noch im selben Jahr brach Theobald wieder mit dem König und huldigte stattdessen in Mainz dem Kaiser. Diese Lehensnahme Theobalds führte bei einem Treffen zwischen König Heinrich I. und dem Kaiser 1056 in Ivois zu einem lang anhaltenden Bruch zwischen Frankreich und Deutschland.
Für Theobald hatte dies keine nachhaltigen Folgen, da der König gegen den Herzog der Normandie gebunden war und 1060 starb. Dessen Nachfolger Philipp I., an dessen Krönung Theobald nicht teilnahm, war noch unmündig und konnte auch später die königliche Autorität gegenüber den großen Vasallen kaum zur Geltung bringen. Die letzten Jahre seines Lebens verbrachte Theobald mit der Stabilisierung seiner Herrschaft in der Champagne, wo er unter anderem im Konflikt zwischen der Abtei Montier-en-Der mit den Grafen von Brienne und den Herren von Joinville vermittelte. Einen wechselhaften Streit führte er mit dem Bischof von Meaux über die Herrschaftsrechte in Meaux; Spannungen mit dem Grafen Rudolf IV. von Valois wurden durch eine Heirat mit dessen Tochter beigelegt. Diese Ehe sollte Theobald 1077 die Grafschaften Bar-sur-Aube und Vitry einbringen, nachdem sein Schwager Simon von Crépy sich in ein geistliches Leben zurückzog. Weiterhin begründete er mehrere religiöse Einrichtungen in der Champagne, wie zum Beispiel 1072 das clunizianische Priorat in Coincy. Während des Investiturstreits unterstützte Theobald das Reformpapsttum, womit er sich gegen die Kirchenpolitik König Philipps I. stellte. Dabei war er 1081 Gastgeber eines Konzils in Meaux, das mehrere Anhänger des Königs exkommunizierte.
Theobald wurde in der Kirche Saint-Martin in Épernay bestattet.
Der Graf galt lange Zeit als Taufpate des Heiligen Theobald von Provins (* um 1017; † 1066), der 1073 von Papst Alexander II. kanonisiert wurde, was aber aufgrund beider Geburtsjahre als unwahrscheinlich gilt.

## Ehen und Nachkommen
Theobald III. heiratete dreimal. Seine erste Ehefrau war Gersende, eine Tochter des Grafen Herbert I. Wachhund von Maine, die er 1048 nach kinderloser Ehe verstieß.
Seine zweite Ehefrau war eine weiter nicht bekannte Gundrade oder Gondrée, die die Mutter seines Erben wurde:
- Stephan Heinrich († gefallen am 19. Mai 1102 bei Ramlah), Graf von Blois, Chartres, Châteaudun, Sancerre und Meaux

Vor dem Jahr 1061 heiratete er ein drittes Mal, Adela oder Alix von Crépy († 12. Mai 1093/1100), eine Tochter des Grafen Rudolf IV. von Valois und Adela von Bar-sur-Aube. Mit ihr hatte er drei weitere Söhne:
- Odo III. († 1093), Graf von Troyes
- Philipp († 1100), von 1093 bis 1100 Bischof von Châlons-en-Champagne
- Hugo I. († 14. Juni 1126), Graf von Troyes 1093, ab 1102 „Graf von Champagne“